# Peter Møller
Peter Møller-Nielsen (Frederikshavn, 23 de março de 1972) é um ex-futebolista profissional dinamarquês, atacante, retirado.

## Carreira
Peter Møller representou a Seleção Dinamarquesa de Futebol nas Olimpíadas de 1992.